# Americus (Géorgie)
Pour les articles homonymes, voir Americus.
Americus est une ville de Géorgie, aux États-Unis. Il s'agit du siège du comté de Sumter.

## Démographie
| 1870  | 1880  | 1890  | 1900  | 1910  | 1920  |
| ----- | ----- | ----- | ----- | ----- | ----- |
| 3 259 | 3 635 | 6 398 | 7 674 | 8 063 | 9 010 |

| 1930  | 1940  | 1950   | 1960   | 1970   | 1980   |
| ----- | ----- | ------ | ------ | ------ | ------ |
| 8 760 | 9 281 | 11 389 | 13 472 | 16 091 | 16 120 |

| 1990   | 2000   | 2010   | - | - | - |
| ------ | ------ | ------ | - | - | - |
| 16 512 | 17 013 | 17 041 | - | - | - |